# Velký Osek
Velký Osek – gmina w Czechach, w powiecie Kolín, w kraju środkowoczeskim. Według danych z dnia 1 stycznia 2013 liczyła 2206 mieszkańców.